# Scouting for Boys

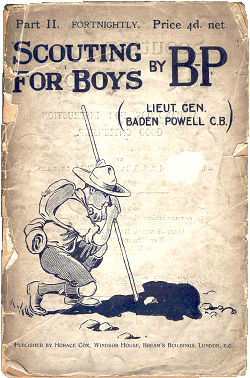
Titelseite der zweiten Lieferung

Das Buch Scouting for Boys wurde von Robert Baden-Powell, dem Gründer der Pfadfinder geschrieben. Es wurde 1908 veröffentlicht und liegt der weltweiten Pfadfinderbewegung zu Grunde. 
Scouting for Boys zählt mit einer Gesamtauflage von etwa 150 Millionen Exemplaren zu den meistgedruckten Büchern der Welt.

## Inhalte
Baden-Powell verarbeitete in seinem Werk nicht nur die Eindrücke, die er als Offizier mit jugendlichen Kundschaftern vor allem bei der Verteidigung von Mafeking gemacht hatte, sondern auch die Erfahrungen, die er bei dem ersten Pfadfinder-Probelager 1907 auf Brownsea Island gesammelt hatte. In dem Buch beschreibt Baden-Powell in neun Kapiteln seine Vorstellung des Pfadfinderseins. 
Das Buch ist gegliedert in Lagerfeuer-Abschnitte, die dazu geeignet waren, in Gruppenstunden oder eben am Lagerfeuer vorgelesen zu werden. Zunächst erschien es als Fortsetzungsgeschichte in einer Zeitung. Nach der Erstveröffentlichung als Buch wurde es von Baden-Powell noch häufig überarbeitet, weshalb es inhaltliche Unterschiede zwischen den einzelnen Auflagen gibt.
Es löste das militärische Fachbuch Aids to Scouting ab, das entgegen seinem Anliegen auch viele jugendliche Leser fand.

## Deutsche Übertragungen
Das Buch wurde unter dem Titel Das Pfadfinderbuch 1909 von Alexander Lion und Maximilian Bayer in das Deutsche übertragen; auf Scouting for Boys basierend, wurde es in wesentlichen Punkten von den Autoren verändert. 1911 erschien eine weitere, quellennahe Übertragung von Karl Hellwig. Sein Kleines Späherbuch blieb jedoch weitgehend unbeachtet, da sich große Teile der deutschen Pfadfinderbewegung bereits für die Lion'sche Übertragung als Arbeitsgrundlage entschieden hatten. 
Neuere deutschsprachige Ausgaben tragen unabhängig vom Übersetzer den Titel Pfadfinder. Sie orientieren sich zumeist an der erstmals 1923 in Zürich erschienenen Ausgabe des Schweizerischen Pfadfinderbunds.

## Bibliografische Nachweise

### Englische Ausgaben
- Scouting for Boys. Horace Cox, London 1908 (Januar bis März). – Erstausgabe; erschien in sechs jeweils etwa 70-seitigen Broschüren.
- Scouting for Boys. C. Arthur Pearson Ltd, London 1908. – Erste Gesamtausgabe, 288 Seiten.
- Scouting for Boys. World Brotherhood Edition. Boy Scouts of America for and on behalf of the Boy Scouts International Bureau, New York NY 1946. – Endgültige Fassung, 314 Seiten.
- Scouting for boys. Oxford University Press, Oxford u. a. 2004, ISBN 0-19-280547-9. – Annotierte historisch-kritische Ausgabe, herausgegeben von Elleke Boehmer, LVII und 382 Seiten

### Deutsche Ausgaben
- Alexander Lion (Hrsg.): Das Pfadfinderbuch. Nach General Baden-Powells „Scouting for boys“. Verlag der Ärztlichen Rundschau Gmelin, München 1909. – Einflussreiche Übertragung, die die deutsche Pfadfinderbewegung maßgeblich prägte; unter wesentlicher Mitarbeit von Maximilian Bayer; XII + 340 Seiten. Spätere Auflagen unter dem Titel Jungdeutschlands Pfadfinderbuch.
- Karl Hellwig: Das kleine Späherbuch. Offizielles Handbuch des „Deutschen Späherkorps“ und der Mädchen-Pfadfinder des „Deutschen Wandervogels“ (= Miniatur-Bibliothek für Sport und Spiel. Bd. 47, ZDB-ID 1453576-2). Grethlein, Leipzig 1912. – Quellennahe Übertragung mit nur geringem Einfluss, 107 Seiten.
- Robert Baden-Powell: Pfadfinder. Ein Handbuch für Erziehung zum tüchtigen Staatsbürger. Verlag des Polygraphischen Institutes, Zürich 1923. – Übersetzt von Arnold Schrag für den Schweizerischen Pfadfinderbund, 367 Seiten.
- Johannes Dörrast: Handbuch für Buben. Dem Pfadfinderbuch Baden-Powell's nacherzählt. Pflaum, München 1948. – 96 Seiten.
- Robert Baden-Powell: Wie man Pfadfinder wird. Ein Handbuch zur Heranbildung guter Staatsbürger durch Betätigung in der freien Natur. Allzeit-Bereit-Verlag der Pfadfinder Österreichs, Wien 1955. – Übersetzt von Otto Sulzenbacher für die Pfadfinder Österreichs, 343 Seiten.
- Robert Baden-Powell: Pfadfinder. Georgs-Verlag, Düsseldorf 1977. – Übersetzt von Christa Brüchle und bearbeitet durch Peter Bleeser für die Deutsche Pfadfinderschaft Sankt Georg, 302 Seiten